# Aneomochtherus brevipennis
Aneomochtherus brevipennis là một loài ruồi trong họ Asilidae. Aneomochtherus brevipennis được Séguy miêu tả năm 1932. Loài này phân bố ở vùng Cổ Bắc giới.